# Джейден Гадлер
Джейден Гадлер (англ. Jayden Hadler, 23 вересня 1993) — австралійський плавець.
Учасник Олімпійських Ігор 2012 року.
Призер Чемпіонату світу з водних видів спорту 2015 року.
Переможець Ігор Співдружності 2014 року.
Призер літньої Універсіади 2013 року.